# Ederson Fofonka
Ederson Fofonka (Gravataí, 13 de março de 1974), é um ex-futebolista brasileiro, ídolo do Defensor Sporting, que atuava como atacante.

## Títulos
Grêmio
- Copa do Brasil: 1994[2]

### Artilharia
Defensor Sporting
- Campeonato Uruguaio 1ª Divisão: (Apertura de 2000) (16 gols)[2]